# Drepaneidae
Los catemos son los peces marinos del género Drepane, el único de la familia Drepaneidae, incluida en el orden Perciformes. Se distribuyen por el océano Índico, el océano Pacífico occidental y costa oeste de África en el Atlántico. Su nombre procede del griego deprane, que significa "hoz".
Tienen el cuerpo comprimido lateralmente; la boca es marcadamente protráctil; parte delantera de la aleta dorsal con 13 a 14 espinas seguidas de una mayor cantidad de radios blandos, mientras que la aleta anal tiene tres espinas y cerca de 20 radios blandos; las aletas pectorales son característicamente más largas que la cabeza y de perfil falcado, del que toma el nombre científico.
Se alimentan de pequeños invertebrados.

## Especies
Existen sólo tres especies válidas en este género y familia:
- Drepane africana (Osório, 1892) - Catemo africano.
- Drepane longimana (Bloch y Schneider, 1801).
- Drepane punctata (Linnaeus, 1758) - Catemo manchado.